# Saxebäcken
Saxebäcken is een plaats in de gemeente Alingsås in het landschap Västergötland en de provincie Västra Götalands län in Zweden. De plaats heeft 65 inwoners (2005) en een oppervlakte van 16 hectare. De plaats ligt aan het meer Mjörn op een afstand van ongeveer 5 km van Alingsås.